# Song 2
Song 2 is een nummer van de Britse rockband Blur. Het is de tweede single van hun vijfde studioalbum met dezelfde naam als de band uit 1997. Op 7 april dat jaar werd het nummer op single uitgebracht.

## Achtergrond
De single bereikte in Blur's thuisland het Verenigd Koninkrijk de 2e positie in de UK Singles Chart, maar in de VS werd de 55e positie behaald in de Billboard Hot 100. De single had in andere landen ook niet veel succes. 
In Nederland bereikte de single de Nederlandse Top 40 op destijds Radio 538 niet, maar bleef steken op een 12e positie in de Tipparade. Wél bereikte de single de 73e positie in de publieke hitlijst; destijds de  Mega Top 100 op Radio 3FM.
In België bereikte de single de 8e positie in de Ultratip van de Vlaamse Ultratop 50. In de Vlaamse Radio 2 Top 30 en in de Waalse Ultratop 50 werd géén notering behaald.
Sinds de editie van december 2014 staat de single genoteerd in de jaarlijkse NPO Radio 2 Top 2000 van de Nederlandse publieke radiozender NPO Radio 2, met als hoogste notering een 513e positie in 2016.

## Trivia
Onder gamers werd dit nummer vooral bekend als intro melodie van het PC spel FIFA '98: Road To World Cup.

## NPO Radio 2 Top 2000
| Nummer met noteringen in de NPO Radio 2 Top 2000 | '14 | '15 | '16 | '17 | '18 | '19 | '20 | '21 | '22 | '23 | '24 |
| ------------------------------------------------ | --- | --- | --- | --- | --- | --- | --- | --- | --- | --- | --- |
| Song 2                                           | 706 | 639 | 513 | 589 | 744 | 877 | 924 | 863 | 826 | 778 | 669 |

1. ↑  Een vetgedrukt getal geeft de hoogste notering aan.
2. ↑  2014 was het eerste jaar met een notering voor dit nummer.